# Château de Montrond (Montrond-le-Château)
Le château de Montrond est un ancien château fort ruiné situé sur la commune de Montrond-le-Château  dans le département du Doubs et la région Bourgogne-Franche-Comté.

## Situation
Le château de Montrond se trouve au sommet d'une éminence plate de forme ovale, dominant d’environ 90 mètres la plaine qui l’entoure.

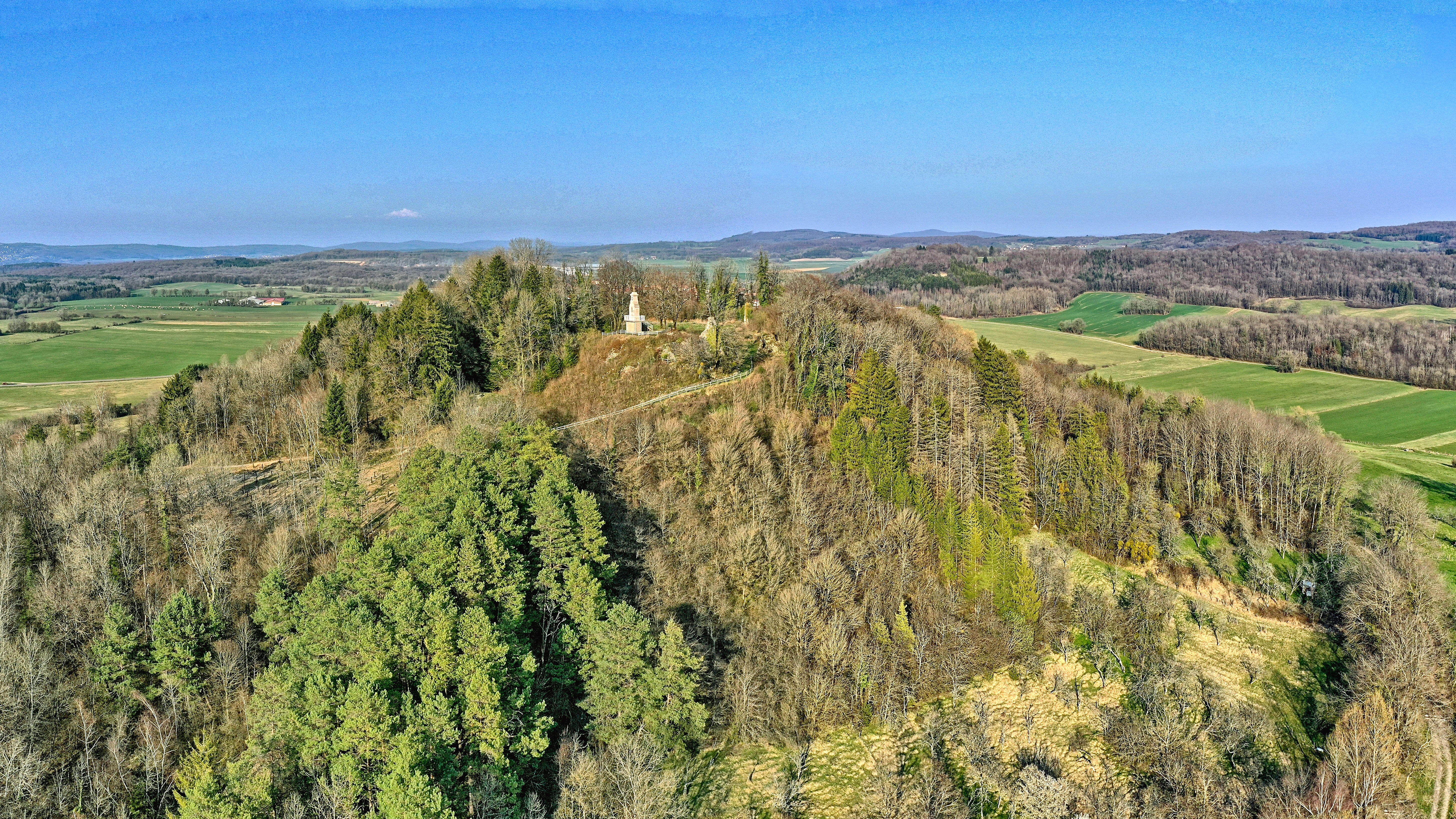
L'éminence de l'ancien château.

## Histoire
C'est en 1231 qu'Amédée de Neufchâtel, seigneur de Montrond, décide de faire fortifier la butte du village avec l’aide de Pierre V de Scey, cité comme co-bâtisseur.
Le 18 octobre 1356, les écrits mentionnent qu’un tremblement de terre a provoqué l’effondrement d’une tour du château alors que l’épicentre se trouvait à Bâle.
Lorsque la Franche-Comté fut annexée par la France, Louis XIV fit abattre les murs de ce qui restait des 19 châteaux de la vallée de la Loue, exception faite de celui de Cléron; le château de Montrond fut assiégé et démantelé en mai 1674.

## Description
Aujourd’hui, le château est en cours de consolidation et de nettoyage, ce qui permet de sauvegarder les murs encore en état et de permettre un accès facilité. 
Les vestiges restants sont bien maigres : la grosse tour sud (donjon?) écroulée  et  le mur d’enceinte avec ses murailles partiellement détruites sur tout le pourtour du château  jalonnées de portions de tours d’angle.  

## Galerie

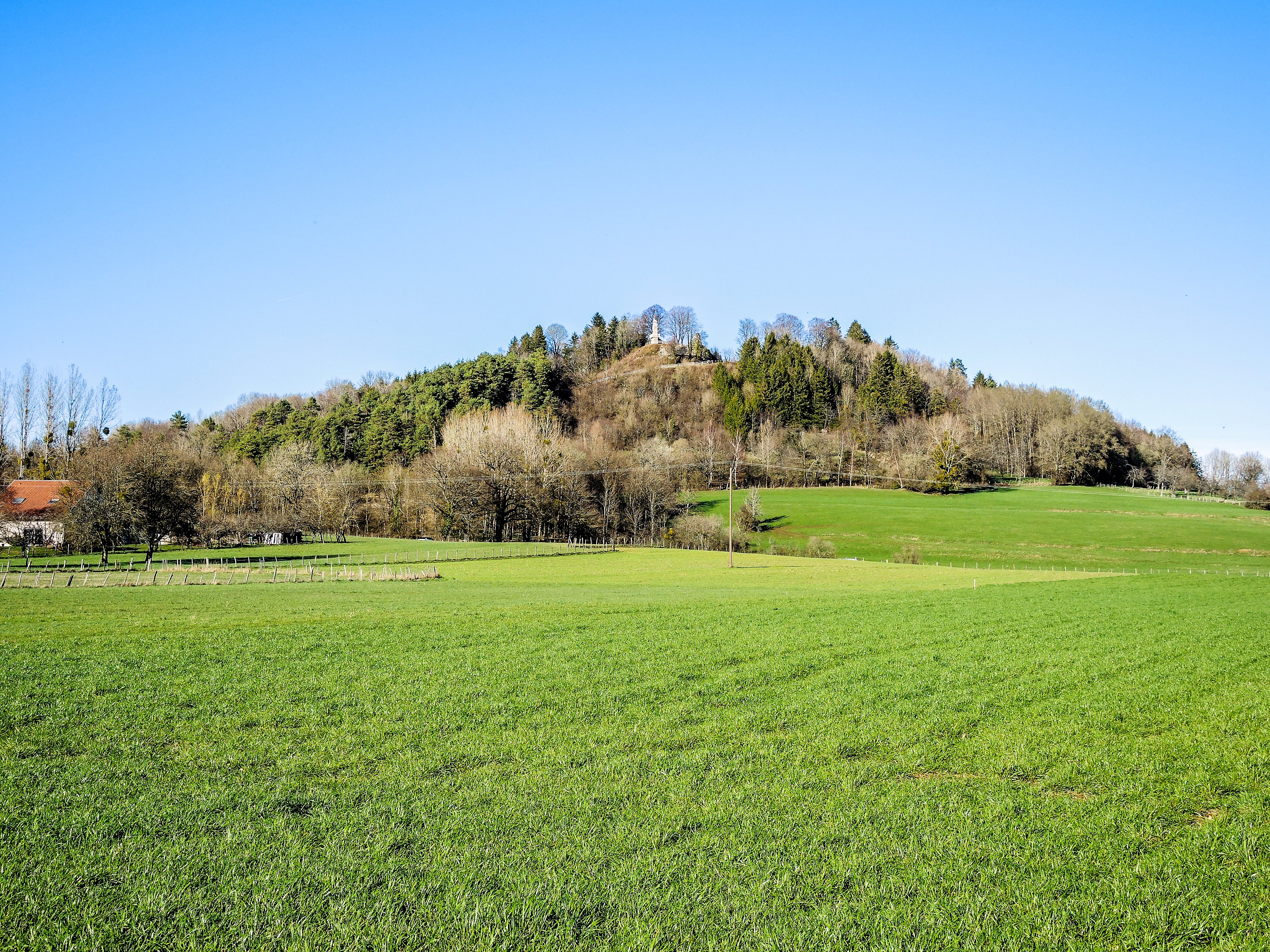
La colline du château.
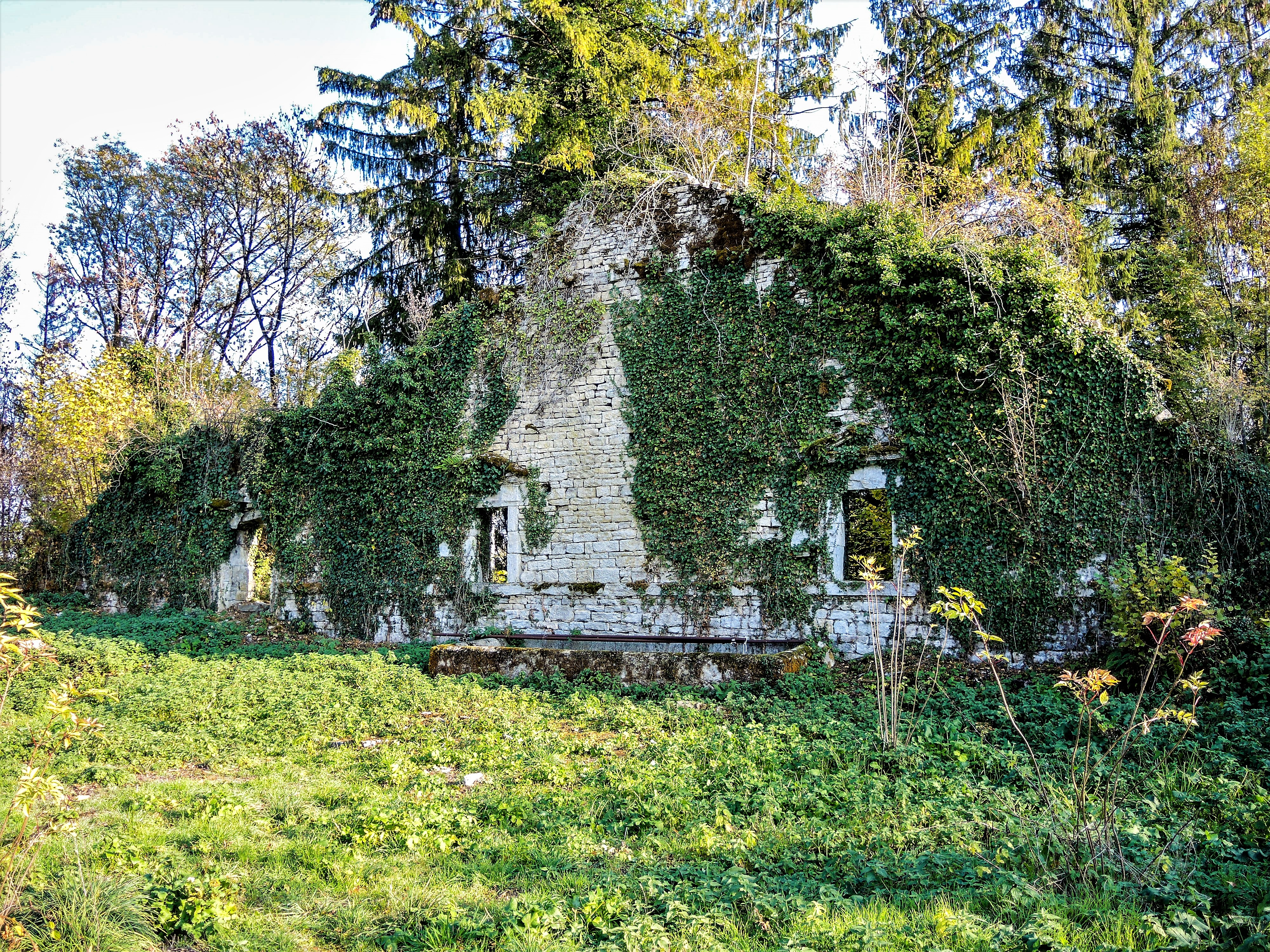
Vestiges de la muraille est.
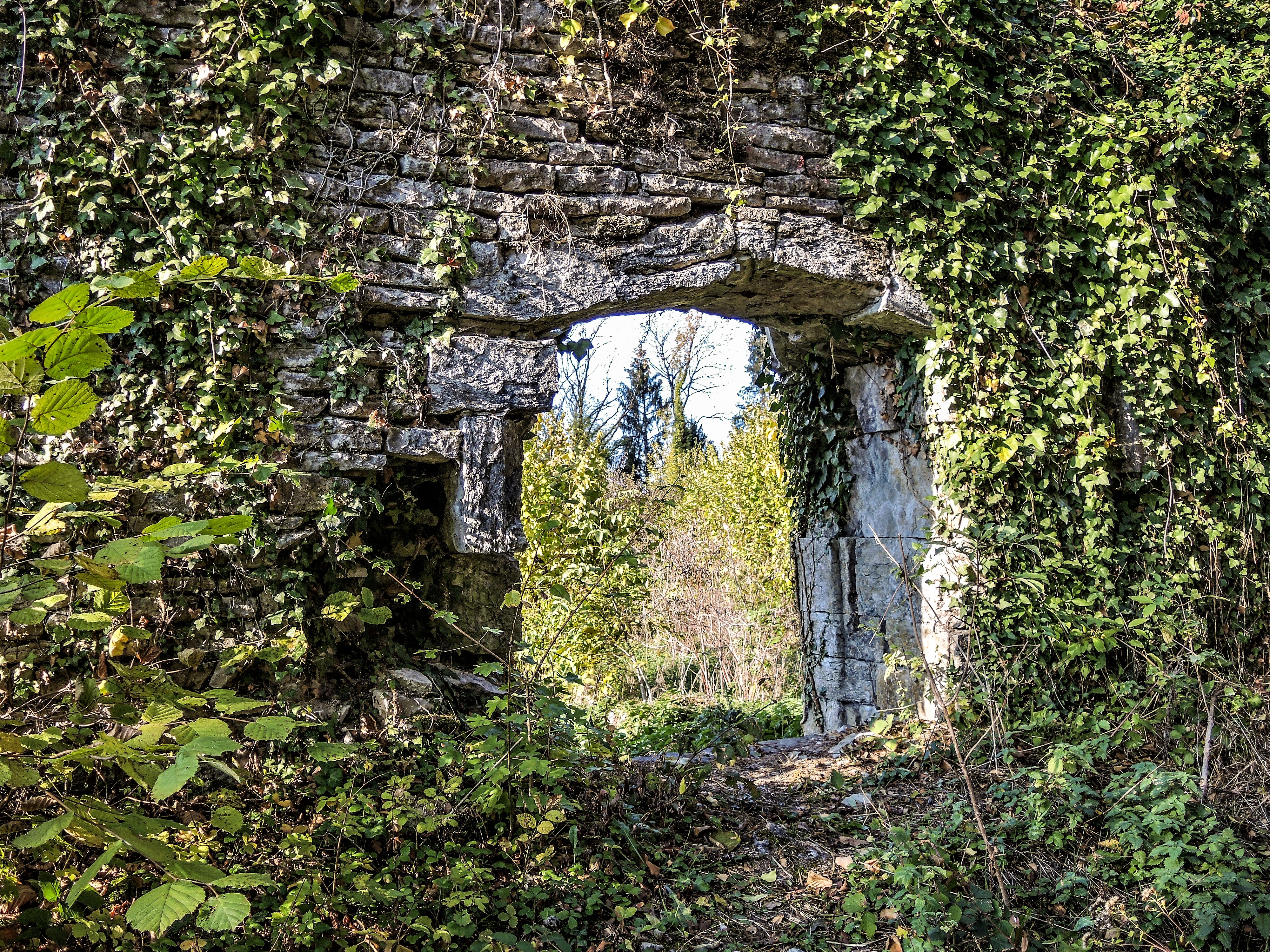
Poterne est, vue de l'extérieur des murailles.